# Joseph Hooker
Joseph Hooker soprannominato Fighting Joe (Joe il combattente) (Hadley, 13 novembre 1814 – Garden City, 31 ottobre 1879) è stato un militare statunitense. Fu ufficiale di carriera nell'esercito statunitense e general maggiore nell'esercito dell'Unione durante la guerra civile americana.

## Biografia
Nonostante abbia prestato servizio durante tutta la guerra generalmente con distinzione, è meglio ricordato per l'incredibile sconfitta ad opera dei Confederati comandati dal generale Robert E. Lee nella battaglia di Chancellorsville nel 1863.
Oggi riposa nel cimitero Spring Grove di Cincinnati, Ohio.